# Petrovaselo, Timiș
Petrovaselo (română Petreni - 1924, sârbă Петрово Село, cu alfabetul latin: Petrovo Selo) este un sat ce aparține orașului Recaș din județul Timiș, Banat, România.

## Bibliografie

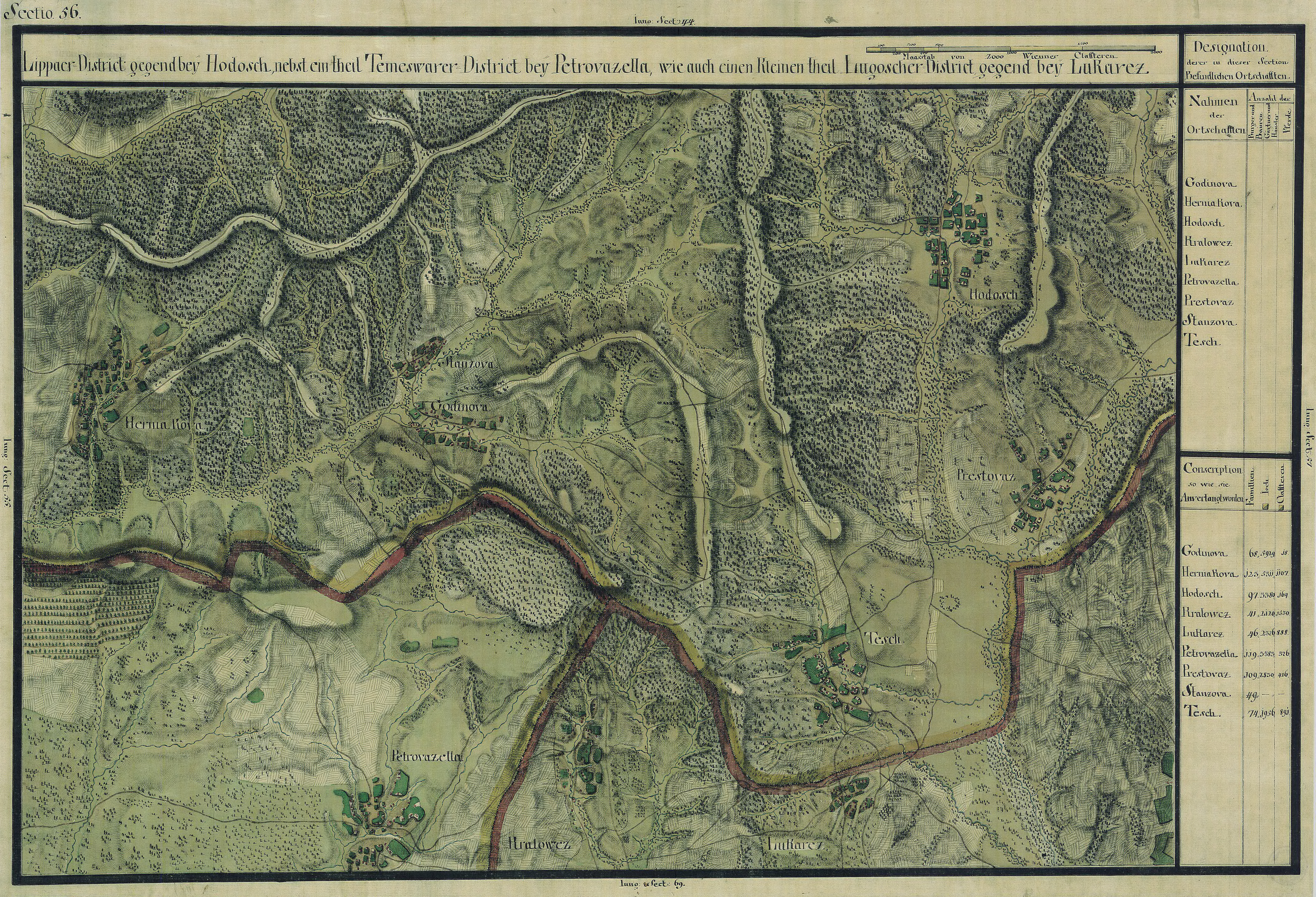
Petrovaselo în Harta Iosefină a Banatului, 1769-72